# 普賢王佛母
普賢王佛母（羅馬化：samantabhadrī，藏語：ཀུན་ཏུ་བཟང་མོ，威利转写：kun tu bzang mo），又稱普賢佛母、普賢母，藏傳佛教尊奉的空行母與明妃，普賢王如來的配偶。

## 释义
一种说法形容所有男性本尊的根源是法身佛普贤王如来(Samantabhadra)，而所有女性本尊的根源是普贤王佛母(Samantabhadri)。普贤王如来是诸识的根基，普贤王佛母则是诸识中的空性本质。此外，当普贤王佛母被称为一切化身之基时，她是法身佛母、女性佛母。
在唐卡中，經常與普賢王如來交抱雙運，以歡喜佛的外形出現。她與普賢王如來被認為是本初佛，她象徵了空性以及佛性中的陰性特質。
此菩萨除了主空性，在專護持行者出世間之成就时也可能被称作一髻佛母。

## 由來
佛教一些一些本尊雙修派系中的傳說，象頭神毘那夜迦（Vināyaka）本乃障礙一切之障礙神・常有妨礙修行者之魔障，十一面觀音或者白衣觀音菩薩化為曼妙美麗的歡喜自在母（Nandikeśvarī）出現在毘那夜迦面前，愛好女色的毘那夜迦，對美妙色身的觀世音燃起熾盛淫慾，慈悲至極的度化一切有情不違背世間雜染， 所以她不惜委以自己美妙色身讓毘那夜迦相擁相媾，即以蓮華愛染性調伏毘那夜迦，令其皈依佛門成為護法神。觀世音菩薩變化出美女身，亦為金剛愛染、金剛妻，善長最上圓滿「敬愛和合法」，她愛一切眾生，甚至她的大愛之心也不捨棄惡魔，所以才有上述觀世音菩薩救度淫慾熾盛的毘那夜迦之事蹟。 由於自性如清淨妙蓮華，隨一切愛染所生，因此她以愛染來證就眾生，滿足眾生愛慾望來止息煩惱， 令眾生獲得安樂與歡喜，甚至證得一切如來清淨愛染最殊勝菩提果，她以金剛弓表慈悲之眼射除一切煩惱障礙而施行者所愛樂，令眾生愛染妙法蓮華，即「由於自性清淨，所以示現愛染，愛染中亦有清淨」，表一切慾望就如蓮華般清淨不為塵垢所汙染， 即所謂「譬如妙色蓮，處泥常清淨，貪瞋癡本性，無染亦如是。 所有一切法，應如是觀察，諸法本清淨，當滅諸煩惱。常在諸三昧，成佛一切智， 證如是法已，是名觀自在。」《毘那夜迦誐那鉢底瑜伽悉地品祕要》則秘釋「毘那夜迦」是金剛手普賢菩薩化身，與蓮華手觀世音菩薩男女尊媾合即為彰顯『妙適（Surata）清淨句是菩薩位』之要義。 即『男女交合絕妙恍惚之際，也是清淨菩薩的境界』。 和男尊・普賢菩薩相擁的女尊・觀世音菩薩亦名『金剛歡喜神女（VajraSūnarī）』、 『金剛薩埵我母（Vajrasattvātmikā）』、『普賢佛母（Samantabhadrī）』、 『佛母般若波羅蜜多（Prajñā-pāramitā）』即為『Ādi Parāśakti』。男女的兩性結合即為以「金剛杵開覺蓮華，快哉妙樂無有上，一切成就剎那成，乃至無上菩提果」。 男女兩性無二之性結合，是一切諸佛的智慧體現「此是一切佛，能轉善哉相，作諸喜金剛，妙喜令增長」。 入大樂（Mahāsukha）的秘密藏（Guhyagarbha），成就一切如來藏，即身成佛。